# Baby Don't Forget My Number
Pistes de All or Nothing
Girl You Know It's True Blame It on the Rain
Baby Don't Forget My Number est une chanson de Milli Vanilli et le deuxième extrait sortie de leur album Girl You Know It's True. Il est devenu le premier de leurs trois visites numéro un, dans le Billboard Hot 100 en 1989.

## Liste des titres
7"-Single
1. Baby Don't Forget My Number (4:22)
2. Too Much Monkey Business (Maxi Mix) (3:25)

12"-Maxi
1. Baby Don't Forget My Number (Pennsylvania Six-Five Thousand Heart Line Mix) (7:40)
2. Too Much Monkey Business (3:25)
3. Baby Don't Forget My Number (Radio Mix) (3:59)

12"-Maxi - Subway Mix
1. Baby Don't Forget My Number (Subway Mix) (8:20)
2. Baby Don't Forget My Number (G. Spot Remix Beats) (5:46)
3. Too Much Monkey Business (3:25)

## Top
| Top (1988-1989),                      | Meilleur position |
| ------------------------------------- | ----------------- |
| Australian Singles Chart              | 17                |
| French Singles Chart                  | 17                |
| German Singles Chart                  | 9                 |
| Irish Singles Chart                   | 17                |
| Norwegian Singles Chart               | 5                 |
| Swiss Singles Chart                   | 11                |
| UK Singles Chart                      | 16                |
| US Billboard Hot 100                  | 1                 |
| US Hot Dance Music/Maxi-Singles Sales | 12                |
| US Hot R&B/Hip-Hop Songs              | 9                 |
| US Hot Dance Club Play                | 10                |